# 在ウクライナ日本国大使館
在ウクライナ日本国大使館（ざいウクライナにほんこくたいしかん、ウクライナ語: Посольство Японії в Україні）は、ウクライナに置かれている日本の大使館。外務省の特別の機関。
1993年1月から2022年3月にかけてキーウに置かれていたが、ロシアのウクライナ侵攻により一時閉鎖され、2022年3月以降はウクライナ国内のリヴィウやポーランドのジェシュフに一時退避していた。2022年10月5日に再開。

## 沿革
- 1991年08月24日: ウクライナがソビエト連邦から離脱して独立[2]。
- 1991年12月28日: 日本がウクライナを主権国家として承認[3]。
- 1992年01月26日: 両国間の外交関係が樹立[3]。
- 1993年01月20日: キーウ（キエフ）に在ウクライナ日本国大使館が開設。
- 2022年02月14日: ウクライナ情勢の緊迫化に伴って大使館機能を縮小するとともに、同国西部のリヴィウに臨時の連絡事務所を開設[4][5][注釈 1]。
- 2022年03月02日: ロシアの軍事侵攻激化によりキーウの大使館を一時閉鎖し、リヴィウ市内のプレミア・ホテル・ドニステル（ウクライナ語版）にある臨時連絡事務所に退避[1]。
- 2022年03月07日: 情勢の緊迫化のため、在リヴィウ連絡事務所の大使館員が一時的に国外に移動し、在ポーランド日本国大使館およびポーランド南東部のジェシュフ連絡事務所に拠点を置く[6]。
- 2022年10月05日: キーウの大使館を再開、リヴィウの連絡事務所を閉鎖[7]。

## 歴代在ウクライナ日本大使
| 大使       | 任期            | 備考                                                              |
| ---------- | --------------- | ----------------------------------------------------------------- |
| 松田邦紀   | 2021年 - 2024年 | 2022年3月7日から10月4日までの間は隣国ポーランドのジェシュフに駐在 |
| 倉井高志   | 2018年 - 2021年 | 着任は年明けの2019年1月23日                                       |
| 角茂樹     | 2014年 - 2019年 | [ 8 ]                                                             |
| 坂田東一   | 2011年 - 2014年 | [ 8 ]                                                             |
| 伊沢正     | 2008年 - 2011年 | [ 8 ]                                                             |
| 馬渕睦夫   | 2005年 - 2008年 | [ 8 ]                                                             |
| 天江喜七郎 | 2002年 - 2005年 | [ 8 ]                                                             |
| 本田均     | 1999年 - 2002年 | [ 8 ]                                                             |
| 黒川祐次   | 1996年 - 1999年 | [ 8 ]                                                             |
| 末沢昌二   | 1993年 - 1996年 | [ 8 ]                                                             |
| 枝村純郎   | 1992年 - 1993年 | 1993年1月19日までモスクワ駐在                                     |